# Infortune
Pour une définition, voir Fortune.
Infortune est une nouvelle de huit pages d'Anton Tchekhov, publiée en 1887.

## Historique
Infortune est initialement publiée dans la revue russe Le Journal de Pétersbourg numéro 336, du 7 décembre 1887, sous le pseudonyme d'A Tchekhonte. Aussi traduit en français sous le titre Le Mouton.

## Résumé
Advéïev Danilytch, un honnête commerçant, est inquiet. Le directeur de la banque vient d'être arrêté ainsi que quatre autres employés. La banque vient de faire une faillite frauduleuse. En tant que membre du comité de surveillance, il était garant des chiffres : les chiffres, lui, il n’y connait rien, mais sa signature figure en bas des livres de comptes.
Il se débat, plutôt mal que bien. La fortune le fuit. Il est assigné à résidence. Le procès approche. Sa défense fait rire l'assemblée, mais il croit encore qu’il va s’en tirer.
Raté, c'est la prison, puis la relégation. Il prend enfin conscience de la gravité de sa situation quand il voit sa femme et son fils en haillons venir le voir une dernière fois à la prison.

## Extraits
« Il comprit : son sort était réglé et, quelle que pût être la nouvelle décision, elle ne lui rendrait plus son passé… et il éclata en sanglots amers. »

## Édition française
- Le Malheur, traduit par Denis Roche, 1922.
- Infortune, traduit par Édouard Parayre, éditions Gallimard, Bibliothèque de la Pléiade, 1970  (ISBN 2 07 010550 4).